# Halle de La Machine
La Halle de La Machine ( communément appelé Halle de Nicolas ) est un lieu installé à Toulouse, quartier de Montaudran où la compagnie nantaise La Machine stocke des machines animées petites ou géantes, souvent inspirées de la nature, du monde de l'aéronautique, des épopées humaines ou technologiques.

## Accès
Accès en voiture par périphérique Ouest  20 Toulouse aerospace, avec les bus 232780 (à proximité), les trains TER en gare de Toulouse-Montaudran et dans le futur avec la ligne   du métro station Montaudran Gare - Piste des Géants (2028).

## Bâtiment
Le musée est installé dans une halle de 4 000 m2 près de la piste des Géants, l'ancienne piste de l'aéroport de Toulouse-Montaudran. Avec le musée L'Envol des pionniers, il fait partie du projet Toulouse Aerospace La Piste des Géants qui a vu la naissance et les heures de gloire de l'aéropostale.

## Fréquentation
En 2019, pour sa première année d'exploitation, La Halle de La Machine accueille 300 000 visiteurs.

## Collections
Astérion le Minotaure de 14 mètres de haut,, et quelque 200 machines de spectacle atypiques y sont exposées.
Du 1er au 4 novembre 2018, un spectacle de rue Le Gardien du Temple, qui a été suivi par quelque 900 000 personnes comprenait une autre machine géante : Ariane l'araignée,.

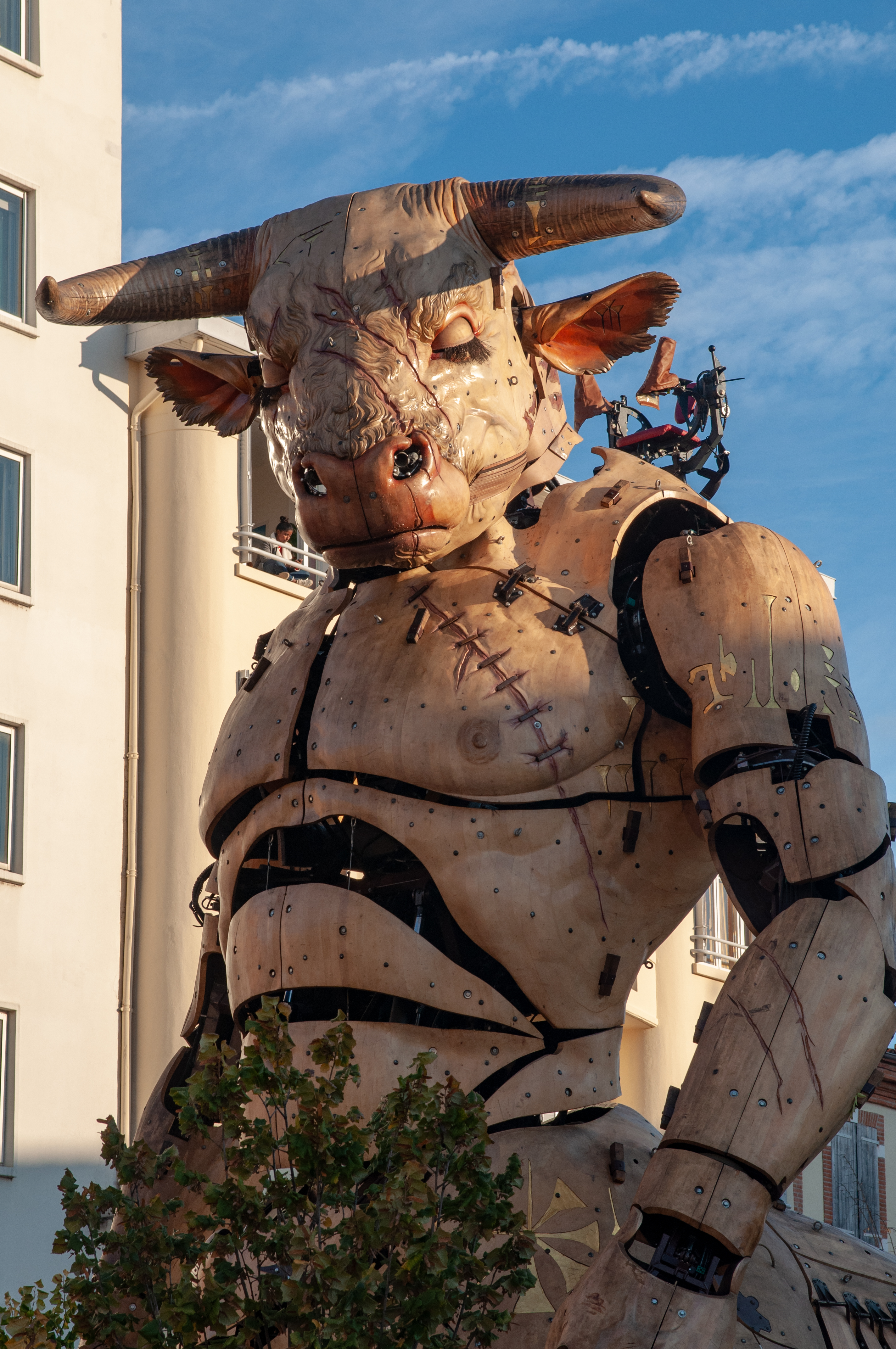
Le Minotaure lors du spectacle de rue Le Gardien du Temple.

Du 25 au 27 octobre 2024 a lieu un autre spectacle de rue, Le Gardien du Temple - La Porte des Ténèbres, impliquant Astérion, Ariane et une nouvelle machine, Lilith, au visage de femme et corps de scorpion,. L'événement rassemble 1,2 million de spectateurs durant les trois jours.